# Ocotea immersa
Ocotea immersa är en lagerväxtart som beskrevs av H. van der Werff. Ocotea immersa ingår i släktet Ocotea och familjen lagerväxter. Inga underarter finns listade i Catalogue of Life.